# Caridina carli
Caridina carli е вид десетоного от семейство Atyidae.

## Разпространение и местообитание
Видът е разпространен в Индия (Тамил Наду).
Обитава сладководни басейни и реки.